# Reinstädter Grund

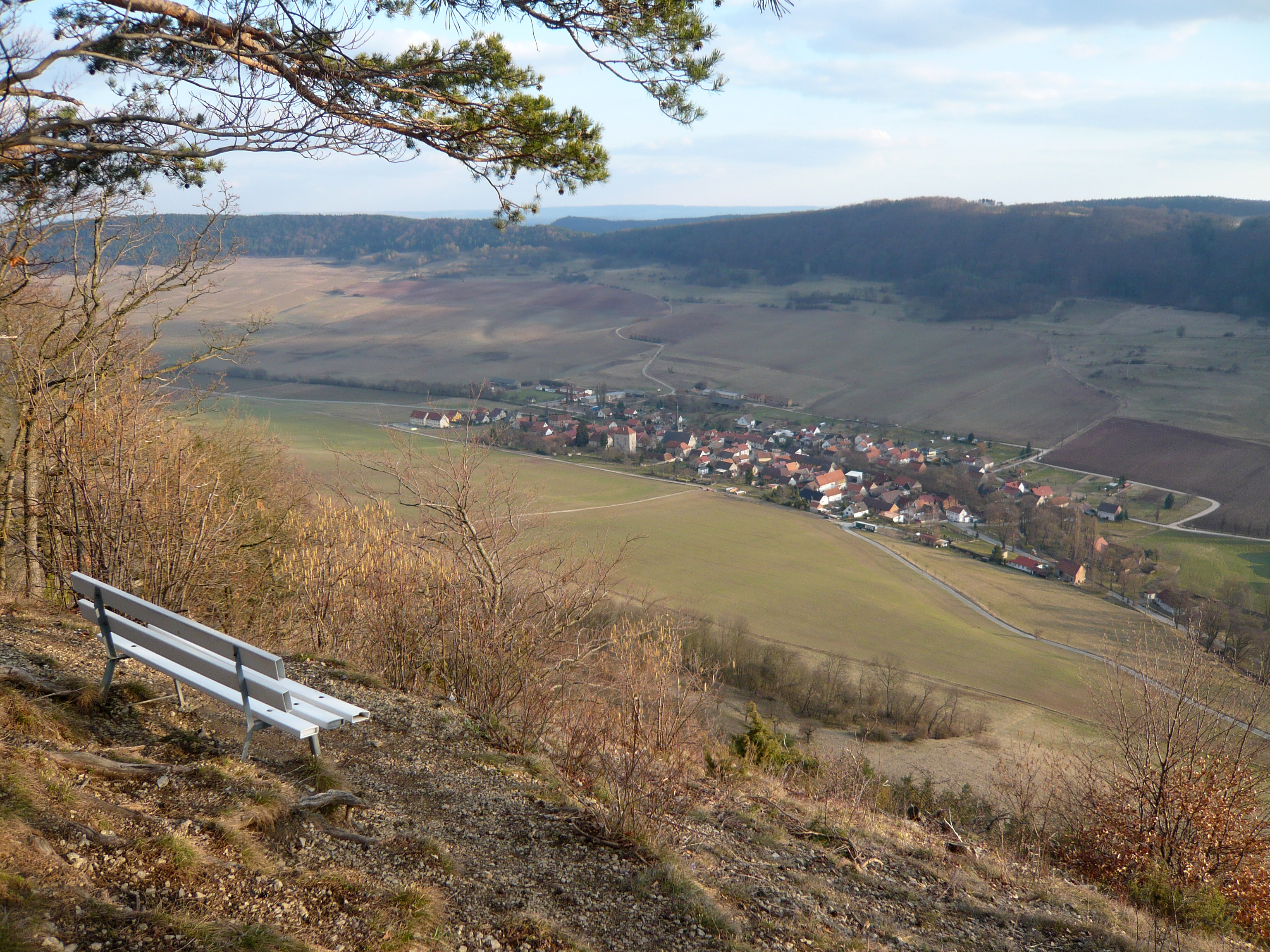
Blick über Reinstädt nach Südosten in den Reinstädter Grund

Der Reinstädter Grund ist ein westliches Seitental des Saaletales in Thüringen, das sich von Kahla im Südteil des Saale-Holzland-Kreises über etwa 18 km nach Westen bis Lengefeld im Landkreis Weimarer Land erstreckt. Im Tal verläuft der Reinstädter Bach, ein linker Saale-Zufluss, der in Kahla in die Saale mündet. Der Reinstädter Grund wird von den Kreisstraßen K 180, K 208 und K 513 erschlossen.
Im Reinstädter Grund liegen die Dörfer Wittersroda, Geunitz, Reinstädt, Zweifelbach, Röttelmisch, Gumperda und Bibra; in der Nähe die Siedlungen Pfarrkeßlar und Bergern sowie die Wüstung Spaal.

## Topografie

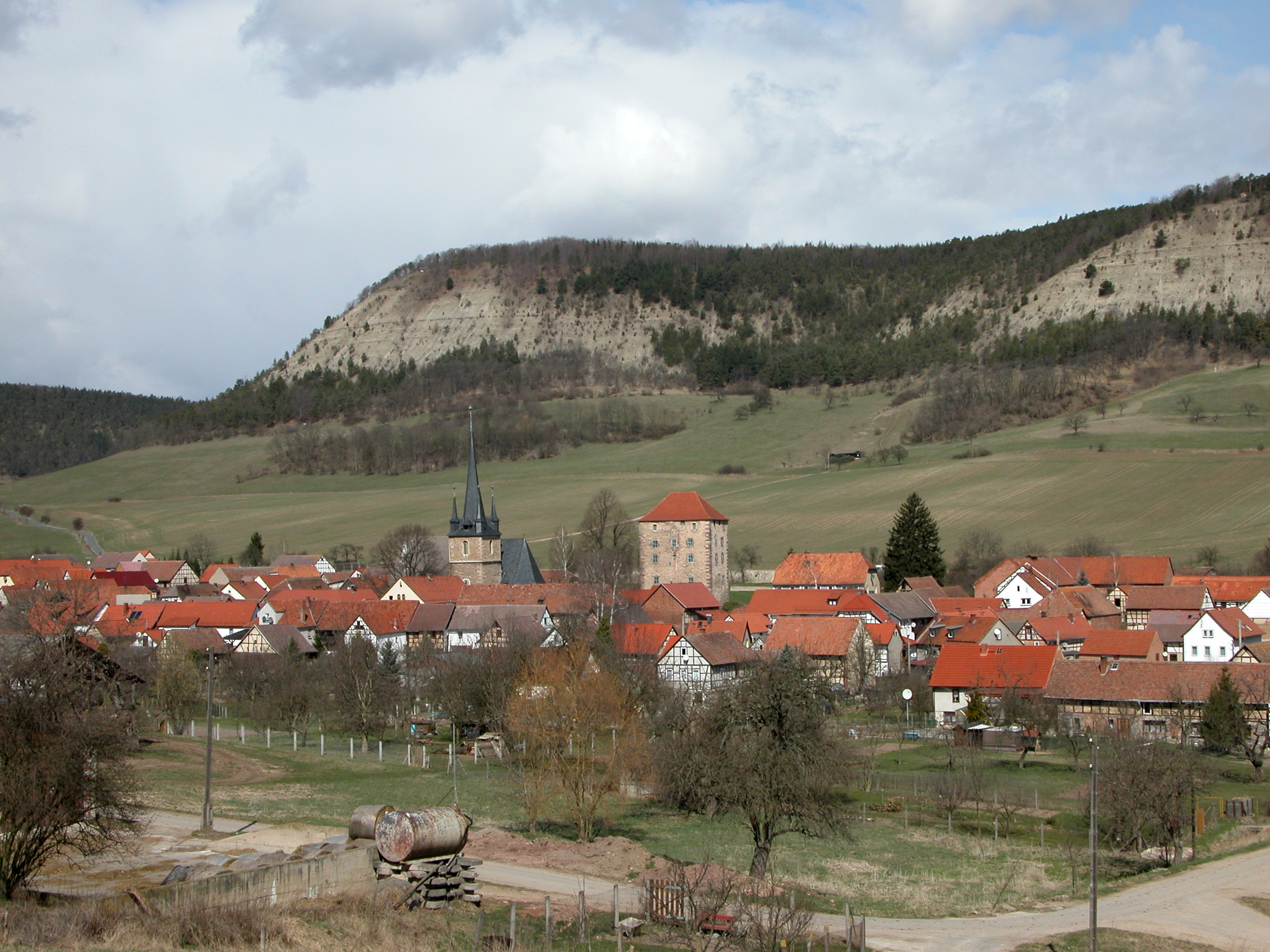
Blick über Reinstädt zum Schönberg (452 m)

Der Reinstädter Grund beginnt auf den Höhen der Ilm-Saale-Platte östlich von Lengefeld in einer Höhe von etwa 420 Metern über NN und verläuft unter geringen Richtungsänderungen nach Osten, wobei er sich immer tiefer in die umliegende Landschaft einschneidet. Nach Verlassen der Hochfläche sind die Hänge beiderseits des Tales meist bewaldet, und auf der Talsohle liegen nur kleine landwirtschaftlich genutzte Flächen. Nahe der Obermühle östlich Wittersroda weitet sich das Tal, so dass darin größere Felder angelegt werden können; im Raum Gumperda ist der Grund etwa 1800 m breit. Um Reinstädt bestehen Höhenunterschiede von etwa 200 Metern zwischen der Talsohle und den umliegenden Höhenzügen. Nördlich von Reinstädt und Geunitz liegen steil zum Tal abfallende Muschelkalkhänge. Östlich von Bibra verengt sich das Tal wieder und tritt auf etwa 180 Metern über NN in das Kahlaer Stadtgebiet ein.
Der Reinstädter Bach führt ab etwa 335 Metern über NN (westlich von Wittersroda) ständig Wasser und mündet nach etwa 15 km bei Kahla bei 160 m über NN in die Saale.

## Landschafts- und Naturschutz

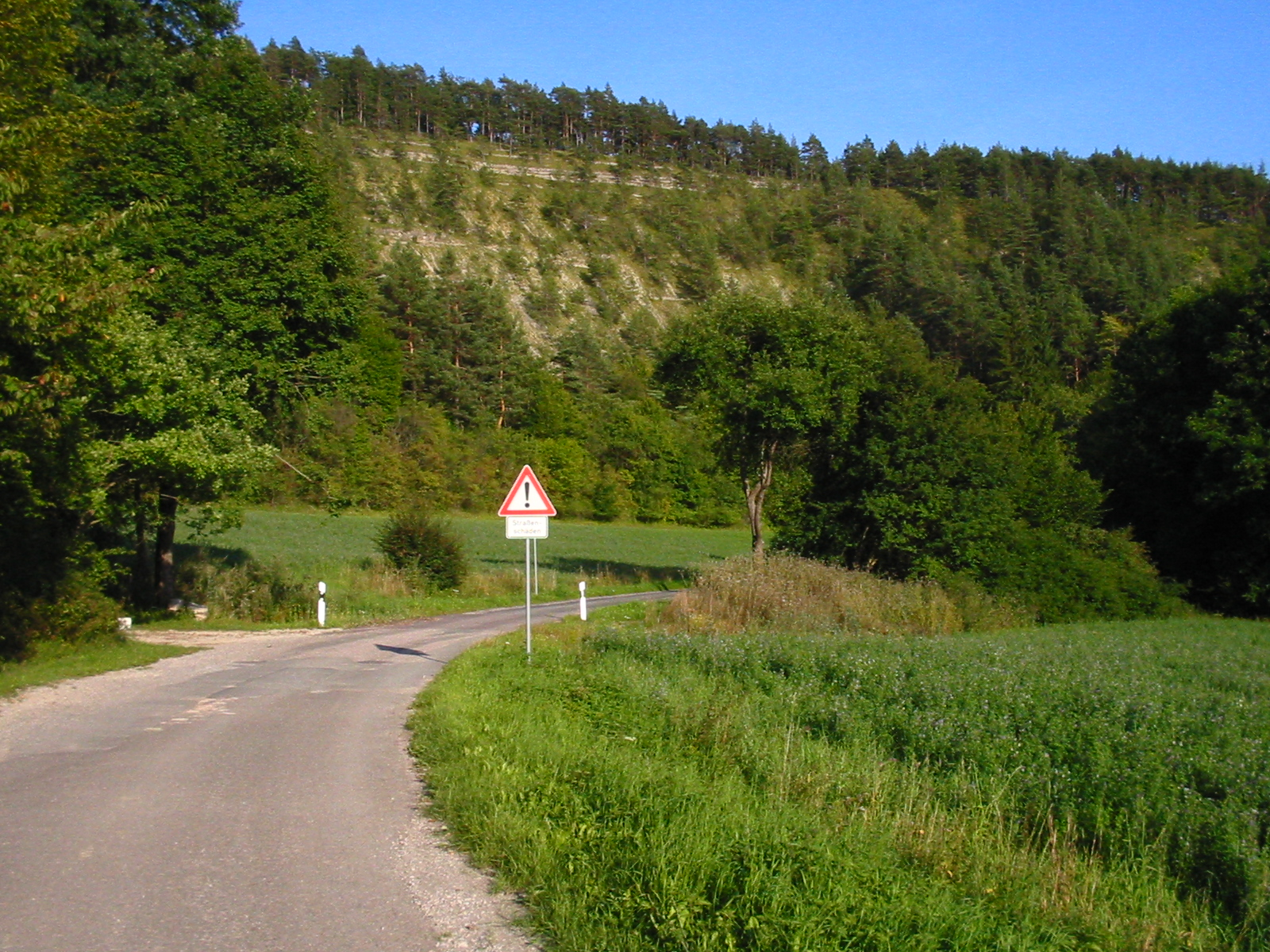
Blick zum Naturschutzgebiet Weißenberg bei Wittersroda

Der Reinstädter Grund ist Teil des FFH-Gebietes 130 „Reinstädter Berge – Langer Grund“ und enthält die Naturschutzgebiete „Weißenberg“ (nordwestlich von Wittersroda, seit 1967), „Reinstädter Berg“ (südlich von Bergern, seit 1981) und „Schönberg“ (nördlich von Reinstädt, seit 1989). Im Gebiet kommt unter anderem der Uhu vor, der an den Felswänden gute Bedingungen zum Aufenthalt vorfindet. Noch in den 1960er Jahren mussten seine Brutstätten zu ihrem Schutz geheim gehalten werden, was heute nicht mehr nötig erscheint.
Ebenso ist der Reinstädter Grund zentraler Teil des Unzerschnittenen Verkehrsarmen Raumes „Saalehöhen zwischen Blankenhain und Kahla“, da die Zerschneidungswirkung der Straßen im Gebiet nur gering ist.

## Sonstiges

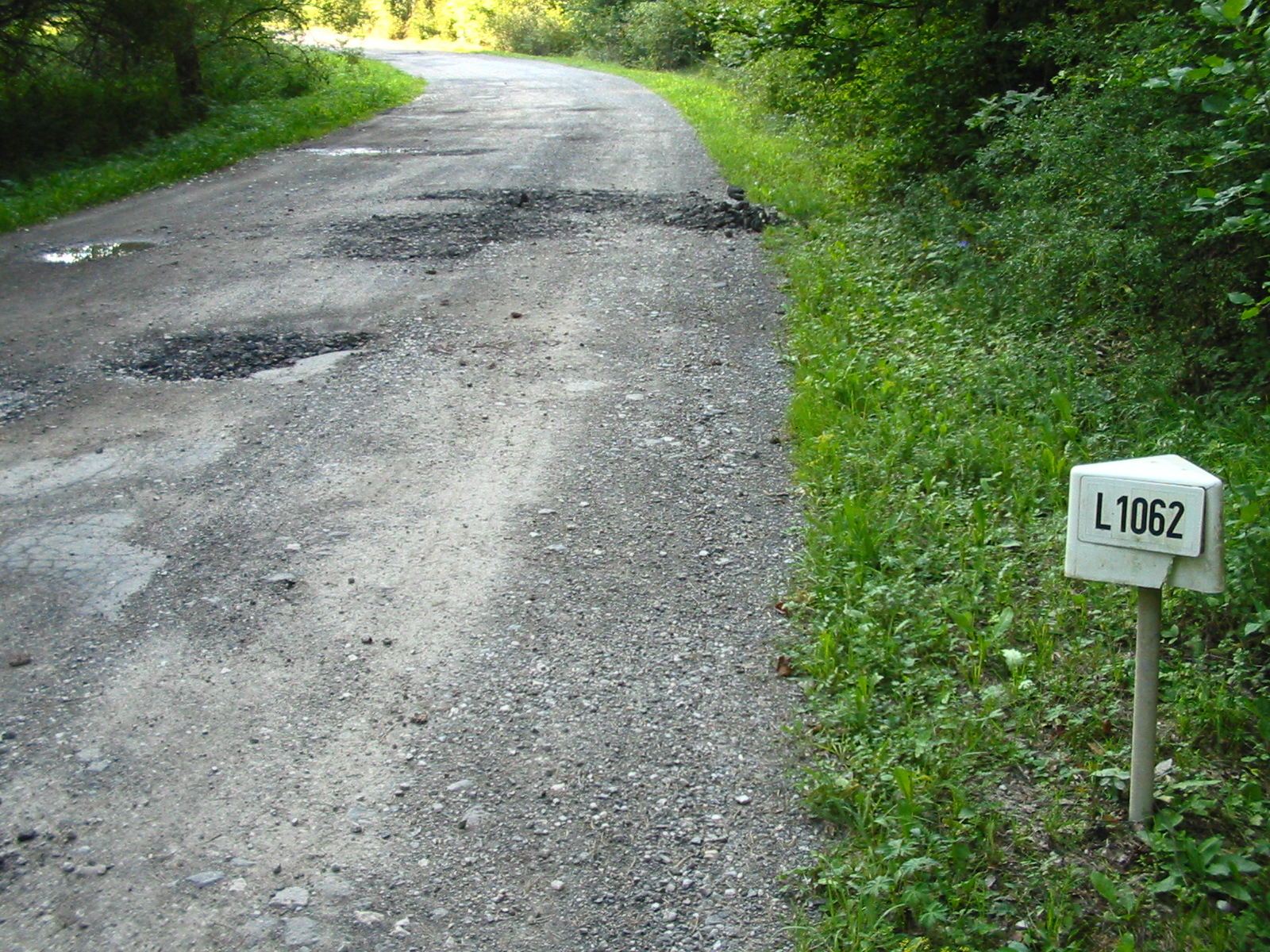
Landesstraße 1062 bei Wittersroda als Schotterstraße, 2005

Die auf der gesamten Länge (Lengefeld–Kahla) durch den Reinstädter Grund führende Straße bildete ursprünglich den westlichen Teil der Landesstraße L 1062. Der Abschnitt von der ehemaligen Kreisgrenze Jena/Weimar westlich Wittersroda bis Lengefeld behielt jedoch trotz streckenweise ansehnlicher Breite eine wassergebundene Decke und war nur für leichte Kraftfahrzeuge zugelassen. Im Jahre 2010 wurde die L 1062 westlich von Kahla im Saale-Holzland-Kreis zur Kreisstraße K 208, im Kreis Weimarer Land zur K 513 sowie der geschotterte Abschnitt bis Lengefeld zum landwirtschaftlichen Weg herabgestuft. Der Durchgangsverkehr einschließlich der Buslinie Jena–Kahla–Blankenhain–Bad Berka war schon Jahrzehnte zuvor auf die nördlicher liegende Verbindung über Drößnitz nach Blankenhain abgewandert.